# N253i
ムーバ N253i（ムーバ　エヌ　にー　ごー　さん アイ）は、日本電気(NEC)によって開発された、NTTドコモの携帯電話（mova）端末製品である。

## 概要
2003年秋に登場したiアプリ非対応でカメラ搭載のN252iの後継機。
2004年夏に登場したN506iが回転2軸型でN505iS以前の機種から大きくデザインが変わったのに対し、本機種はこれまで通りの折りたたみ式である。N252iと比べ、厚さが4mm増え、丸みを帯びている。
内蔵コンテンツとして、くまのプーさんが入っている。
NEC製の21X、25Xシリーズは本機種が最後となった。

## 歴史
- 2004年9月15日 - ドコモからP253i、D253iとともに開発を発表。
- 2004年10月29日 - ドコモから発売。
- 2012年3月31日 - movaサービス終了により使用はこの日限りとなる。